# Rudolf Jordan (konstnär)
Rudolf Jordan, född den 4 maj 1810 i Berlin, död den 20 mars 1887 i Düsseldorf, var en tysk målare.
Jordan, som härstammade från en fransk emigrantfamilj, bedrev sina första studier 1829 under Wach. Sommaren därpå målade han under en vistelse på Rügen tavlan En fiskarefami]j, som köptes av Fredrik Vilhelm III. Detta eggade målaren att bege sig till Düsseldorf, där han 1833-40 studerade under Schadow och Sohn. Han gjorde från början fiskare- och lotslivet till föremål för sin framställning samt reste oupphörligt till kusterna i Nederländerna, Belgien och Frankrike för att studera detta. År 1834 målade han Frieri på Helgoland (nu i Berlins nationalgalleri), en tavla, som är känd genom mångfaldiga efterbildningar, och 1835 flera andra tavlor med ämnen från samma ö, som den humoristiska bilden De glömda stövlarna och den tragiska De hemvändande lotsarna. Därefter målade Jordan en mängd bilder, mest från havsstranden, bland vilka kan nämnas Lotsexamen (1842), Räddning ur skeppsbrott (1848), Holländskt gubbhus och Änkans tröst (1866) och den gripande Alla båtar kommer igen utom en (1876). Jordan försökte vid en resa till Italien 1875 att återge även detta lands folkliv, men med mindre framgång. Han utförde dessutom akvareller och teckningar, raderingar till Reinicks dikter och illustrationer till folksagor av Musäus. Jordan utbildade många lärjungar; den berömdaste bland dem är Benjamin Vautier.